# 183 Pułk Piechoty (1939)
183 Pułk Piechoty (183 pp) – oddział piechoty Wojska Polskiego w II Rzeczypospolitej, improwizowany w trakcie kampanii wrześniowej.
Pułk walczył w kampanii wrześniowej na szlaku bojowym Grupy/Dywizji „Kobryń”, 60 Dywizji Piechoty „Kobryń”, Samodzielnej Grupy Operacyjnej „Polesie”. W dokumentach sztabowych z działań we wrześniu i październiku 1939 roku posługiwano się numeracją 83 pp II rzutu mobilizacyjnego. W relacjach i wspomnieniach posługiwano się nazewnictwem 83 i 183 pułk piechoty. W okresie powojennym przyjęto nazwę 183 pułk piechoty.

## Formowanie pułku
W związku z mobilizacją alarmową zarządzoną 23 marca 1939 roku i wyjazdem macierzystego 83 pułku piechoty w zachodnie rejony kraju, w garnizonie Kobryń pozostali rekruci wcieleni w marcu oraz niezbędna kadra do szkolenia. Ponadto pozostały drobne pododdziały starszego rocznika do pełnienia służby wartowniczej i obsługi instytucji garnizonowych oraz pozostałości kadry i rezerwistów. W okresie od marca do 30 sierpnia istniał w Kobryniu batalion piechoty młodego rocznika. Z chwilą ogłoszenia mobilizacji powszechnej dowództwo nad pozostałościami objął były I zastępca dowódcy 83 pp ppłk Władysław Seweryn, który nadzorował i kierował mobilizacją batalionu marszowego 83 pp i dowodził Ośrodkiem Zapasowym 30 Dywizji Piechoty w Kobryniu. Z żołnierzy służby czynnej młodego rocznika sformowano I batalion, z rezerwistów II i III batalion. Z uwagi na bombardowania Kobrynia od 7 września dalszą organizację, szkolenie i zgrywanie batalionów prowadzono w okolicznych wsiach, Ostromecz Szlachecki i Osowce. W dniu 10 września dokonano reorganizacji, rozwiązano batalion marszowy 83 pp por. rez. Jana Roszkowskiego, wcielając większość żołnierzy do obecnego I batalionu kpt. Sroczyńskiego, z części rezerwistów utworzono pododdziały dyspozycyjne dowódcy pułku i Grupy/Dywizji „Kobryń” płk. Eplera tj. łączności, zwiadowców, pionierów. Dowieziono autobusami z magazynów w Stawach pod Dęblinem zespołową broń maszynową, pistolety, granatniki i moździerze.

## Działania bojowe 183 pułku piechoty

### Walki o Kobryń
W dniach 10–13 września II batalion kpt. Ścisłowskiego osłaniał Kobryń w rejonie Netreba-Raczki. I batalion od 11 do 14 września budował umocnienia na przedmieściach Kobrynia od strony szosy włodawskiej i szosy brzeskiej wzdłuż Kanału Królowej Bony. Z uwagi na zagrożenie atakiem niemieckiego XIX Korpusu Armijnego sformowano Dywizję „Kobryń” pod dowództwem płk. Adama Eplera w skład której wszedł zorganizowany 183 pułk piechoty ppłk. W. Seweryna. 14 września zgrupowanie pułkowe ppłk. Seweryna zajęło stanowiska obronne na przedpolu Kobrynia frontem na północ i zachód. I/183 pp zajął obronę samego miasta na południowym brzegu Muchawca i odcinek nad Kanałem Królowej Bony, II/183 zabezpiecza podejście do miasta od strony zachodniej. Jako odwód pułku wyznaczony był I/184 pp kpt. Bilczewskiego rozmieszczony w rejonie wsi Hajkówka, Kotasze. O godz.18.00 II batalion nawiązał kontakt ogniowy z niemiecką czołówką pancerną korpusu gen. Guderiana. 15 września wydzielonym pododdziałem II batalion osłaniał wypad nocny batalionu I/184 pp na Żabinkę. 16 września nieprzyjacielska piechota zmotoryzowana z 2 DP Zmot. uderzyła na Chwedkowicze wypierając kolarzy i spychając II batalion ze stanowisk obronnych do rejonu Perki-Suchowczyce. Natarcie niemieckie zostało powstrzymane na szosie brzeskiej. Próba obejścia polskiej obrony II batalionu przez wieś Jahołki została powstrzymana przez batalion I/184 pp. Po całodziennej walce batalion II/183 pp wycofał się nocą 16/17 września do odwodu do Kisielowiec, straty batalionu to ok. 30% stanu batalionu. Nocą w lukę po II batalionie z odwodu dywizji został wprowadzony samodzielny batalion 179 pp mjr. Bartuli. Od godzin porannych główne uderzenie niemieckiego 5 pp zmot. skutecznie powstrzymywał I batalion 183 pp. Batalion ten bronił leżących bezpośrednio na przedpolu Kobrynia folwarków Gubernia. Gdy walki przeniosły się na przedmieścia miasta obronę wsparła 6 kompania II batalionu oraz ochotniczy pluton Przysposobienia Wojskowego ppor. B. Dietricha z Kobrynia. Natarcie niemieckie na folwarki Gubernia i na Kobryń wspierała niemiecka artyleria i lotnictwo. Część I i II batalionów wykonała kontratak w kierunku folwarku Gubernia, powstrzymany przez niemiecką obronę. O godz. 17.00 ponowny kontratak całego 183 pp, I/184 pp odrzucił oddziały niemieckiej 2 DP Zmot. z przedmieść Kobrynia i miejscowości na jej przedpolu. Walki o folwark Gubernia II trwały do późnych godzin nocnych 17 września 1939 roku. Z uwagi na informację o napaści na Polskę wojsk ZSRR niemieckie oddziały wycofały się w kierunku ustalonej linii demarkacyjnej, a polskie jednostki Dywizji „Kobryń” na rozkaz gen. bryg. F. Kleeberga podjęły odwrót w kierunku południowym. 183 pułk piechoty w walkach 16 i 17 września poniósł duże straty osobowe, amunicja była w dużej części na wyczerpaniu.
Pułk wykonał marsz nocny 17/18 września przez Nowosiółki w kierunku Dywin, Mokrany. W tym miejscu bataliony odpoczywały do 20 września, uzupełniono szeregi i amunicję. Podjęto dalszy marsz nocą 20/21 września. W zgrupowaniu 183 pp ppłk. Seweryna maszerowały II/183 pp, I i II/184 pp oraz jednostki dywizyjne ppanc i artylerii, W zgrupowaniu 182 pp ppłk. Targowskiego maszerował I/183 pp i oddział zwiadowców pułkowych. Poprzez Ratno oba zgrupowania dotarły do rejonu Dubeczno–Rzeczyca. Następnie uporządkowano oddziały i dalszy marsz prowadzono w jednej kolumnie dywizyjnej po osi Ratno–Zamszany–Piaseczno-Wyżwa Nowa–Rudnia i lasy na południe od tej miejscowości. Idący w straży przedniej dywizji 183 pp toczył ze wsparciem kawalerii dywizyjnej walki z grupami dywersyjnymi komunistycznymi i nacjonalistów ukraińskich. W walkach poległ jeden oficer, a ciężko ranny został oficer i strzelec. Walczono we wsiach i lasach np. Kamieniu Koszyrskim, Piasecznie i Borzowie. Atakowany był w trakcie marszu dowódca pułku, a jego samochód został zniszczony. 23 września pułk wraz z dywizją osiągnął rejon Kamienia Koszyrskego i Małoryty. Na postoju dokonano reorganizacji pododdziałów i przesunięć broni, uzupełniano ją od rozbitków i maruderów, część ochotników wcielano do pododdziałów. Kolejny etap marszu w dniach 25 i 26 września to Krymno, Szack, Piszcza i Tomaszówka. 27 września pułk dotarł do rzeki Bug, którą przekroczył po moście kolejowym we Włodawie. Następnie pułk maszerował jako ariergarda głównych sił dywizji, był atakowany przez lotnictwo sowieckie. 30 września w godzinach popołudniowych część II batalionu wsparła w walce z oddziałami sowieckimi samodzielny batalion 179 pp mjr. Bartuli, w walkach pod Milanowem z piechotą sowiecką. II batalion utracił 5 żołnierzy zabitych i rannych, na wrogu zdobył 2 ckm, i zadał straty osobowe w zabitych i jeńcach, walka trwała do późnych godzin nocnych.

### W bitwie pod Kockiem
Pułk pomaszerował 1 października do rejonu stacja Krzywda, Hordzieżka. 2 października I batalion osiągnął wieś Wola Ossowińska. 3 października pułk przejął obronę w rejonie Gułowa od oddziałów 50 DP „Brzoza”, II batalion bronił skraju lasów od strony Woli Gułowskiej, był pod ostrzałem artylerii niemieckiej. I batalion i oddziały pułkowe zajęły stanowiska bojowe w miejscowości Niedźwiedź, skąd 5 października podjęły próbę oskrzydlenia pozycji niemieckich w Woli Gułowskiej i wyjścia na tyły obrony. W trakcie manewru I batalion stoczył walki z pododdziałami niemieckimi. W godzinach wieczornych 5 października na rozkaz dowódcy dywizji zaprzestano działań bojowych. 6 października pułk zakopał część broni, resztę złożył przy kapitulacji w Woli Gułowskiej.

## Żołnierze 183 pułku piechoty
- dowódca pułku – ppłk Władysław Seweryn[8]
- I adiutant pułku – kpt. Franciszek Pietrzkiewicz
- II adiutant pułku – ppor. rez. Kazimierz Kłoczewiak
- oficer łączności – por. Leon Nowerski
- kwatermistrz – mjr Michał Leszczak
- dowódca kompanii gospodarczej – kpt. Kazimierz Slizewicz
- dowódca plutonu łączności – ppor. rez. Stanisław Kiernik
- dowódca plutonu konnych zwiadowców – ppor. rez. Zygmunt Osiński
- dowódca plutonu kolarzy – ppor. rez. Wiesław Opalski
- dowódca I batalionu – kpt. Władysław Sroczyński
  - adiutant batalionu – ppor. rez. Fryderyk Palkiewicz
  - dowódca 1 kompanii strzeleckiej – Karol Kucharczyk
  - dowódca 2 kompanii strzeleckiej – por. rez. Antoni Andruszko
  - dowódca 3 kompanii strzeleckiej – por. rez. Henryk Jasionowski
  - dowódca 1 kompanii ckm – por. rez. Jan Roszkowski, ppor. Bronisław Szejko
- dowódca II batalionu – kpt. Marian Ścisłowski (do 4 X 1939), mjr Marian Benedykt Janowski
  - adiutant batalionu – chor. Marian Pilarski
  - dowódca 4 kompanii strzeleckiej – por. Stanisław Maksimowicz
  - dowódca 5 kompanii strzeleckiej – ppor. Kazimierz Wagner
  - dowódca 6 kompanii strzeleckiej – ppor. rez. Stefan Karpiński
  - dowódca 2 kompanii ckm – ppor. Franciszek Bolesław Magiera